# Den röda tråden, definitivt
Den röda tråden, definitivt är ett samlingsalbum från 1998 av den svenska sångaren Björn Afzelius.

## Låtlista
1. Sång till friheten - 4:08
2. Fröken Julie - 3:42
3. Don Quixote - 5:08
4. En kungens man - 4:13
5. Till min kära - 4:36
6. Så vill jag bli - 5:40
7. Valet - 4:47
8. Dockhemmet - 3:32
9. Isabelle - 4:08
10. Âlska mej nu - 3:32
11. Juanita - 4:54
12. Ikaros - 3:36
13. Tusen bitar (Tusind stykker) - 4:34
14. Född fri - 6:34
15. Det enda jag vill ha - 4:00
16. Jesus gick på vattnet - 0:51
17. Ljuset - 5:39

## Listplaceringar
| Lista (1999) | Topplacering |
| ------------ | ------------ |
| Sverige      | 6            |

### Fotnoter
1. ↑  ”Den röda tråden”. Discogs.com. http://www.discogs.com/Bj%C3%B6rn-Afzelius-Den-R%C3%B6da-Tr%C3%A5den-En-Samling-Med-Bj%C3%B6rns-17-B%C3%A4sta-L%C3%A5tar-Genom-%C3%85ren/release/1860639. Läst 13 januari 2013.
2. ↑  Placeringar på den svenska albumlistan